# 영도교
영도교(永渡橋)는 서울특별시 종로구 숭인동과 중구 황학동을 잇는 청계천의 다리이다. 조선 초기에 지어진 것으로 추정되며 현재의 다리는 1950년 말의 청계천 복개 공사로 없어진 것을 2005년 청계천 복원 사업을 통해 새로 세운 것이다. 현재의 다리는 조선 시대에 있던 다리와 다르게 콘크리트로 지어진 동명의 다리이다.

## 역사
처음 세워진 시기는 조선 초기로 추정되며 왕심평대교(旺尋坪大橋)라고도 불렸다. 당시의 영도교는 흥인지문을 거쳐 왕십리, 뚝섬, 광나루로 가기 위해서는 반드시 건너야 했기 때문에 통행량이 많았다. 한편 광희문을 주로 통과해 나오던 장례 행렬은 동망산으로 가기 위해 영도교를 통과했다. 왕족이나 사대부의 장례 행렬은 영도교를 건너 뚝섬이나 광나루를 거쳐 왕릉이나 선산으로 나아갔다. 성종 때는 이 다리를 보수하여 한자명으로 영도교(永渡橋)라고 하였다. 이후 조선시대 말까지 영도교는 서울 외곽의 주요 다리 역할을 하였으나 흥선대원군이 경복궁을 중건할 때 다리를 부수어 궁궐의 석재로 써서 없어졌고 대신 그 자리에 나무로 된 다리가 세워졌다. 나무 다리는 가끔 떠내려 갔는지 그 옆에는 개천 바닥에 돌을 띠엄띠엄 놓아서 이것을 밟고 건너게 하기도 했다. 이런 돌을 '띠엄돌'이라고 했다. 조선 시대 영도교의 구조나 형태에 대해서는 현재 알 수 없다.
1933년에는 나무 다리를 헐고 콘크리트로 교체 공사를 했다. 이 콘크리트 다리는 1950년대 말부터 추진된 청계천 복개공사로 없어졌다. 이후 청계천복원사업의 일환으로 영도교를 새롭게 세웠다.

## 단종의 일화
영도교에는 단종에 얽힌 이야기가 존재한다. 단종이 수양대군에게 왕위를 빼앗기고 영월로 귀양갈 때 단종비였던 정순왕후가 이 다리까지 배웅을 나와 이별하였고, 이후 다시는 만나지 못하고 영영 이별하였다고 하여 영이별다리 · 영영건넌다리라고 불렸다. 이 이야기는 이후 여러 작품의 소재가 되기도 하였다. 또한 이 이야기로 인해 단종이나 정순왕후와 관련된 여러 행사를 영도교에서 진행하기도 한다. 종로구는 영도교를 포함한 정순왕후 관련 유적지를 두루 둘러볼 수 있는 '숭인동' 골목길 탐방 코스를 개발하기도 했다.